# Municipio de Bloomfield (condado de Crawford)
El municipio de Bloomfield (en inglés: Bloomfield Township) es un municipio ubicado en el condado de Crawford en el estado estadounidense de Pensilvania. En el año 2000 tenía una población de 2.051 habitantes y una densidad poblacional de 21 personas por km².

## Geografía
El municipio de Bloomfield se encuentra ubicado en las coordenadas 41°48′00″N 79°52′59″O / 41.80000, -79.88306.

## Demografía
Según la Oficina del Censo en 2000 los ingresos medios por hogar en la localidad eran de $36,307 y los ingresos medios por familia eran de $41,250. Los hombres tenían unos ingresos medios de $30,639 frente a los $22,250 para las mujeres. La renta per cápita de la localidad era de $15,303. Alrededor del 13,3% de la población estaba por debajo del umbral de pobreza.